# Карликовая сумчатая мышь
Карликовая сумчатая мышь (лат. Planigale maculata) — вид из рода плоскоголовых сумчатых мышей семейства хищные сумчатые. Эндемик Австралии.

## Распространение
Обитает в северной и восточной части Австралии, встречаясь на полуострове Арнемленд и затем вдоль восточного побережья Австралии от полуострова Кейп-Йорк до центрального побережья Нового Южного Уэльса и далее на юг до Госфорда, к северу от Сиднея. Встречается и в более западных районах Австралии вблизи предгорий и горных хребтов.
Естественная среда обитания отличается большим разнообразием. Встречается в склерофитовых лесах и лесах умеренной зоны, лугах, болотистых и скалистых местностях. Иногда забирается в сады на окраинах городов. В целом, выбор сред обитания зависит от обилия растительного покрова, обеспечивающего защиту от хищников.

## Внешний вид
Длина тела с головой колеблется от 65 до 100 мм, хвоста — от 51 до 95 мм. Вес животного варьирует от 6 до 22 г. Волосяной покров мягкий и густой. Спина светло-бурого или серо-бурого цвета, иногда с вкраплениями белого белого. Брюхо — от бледно-бурого до белого. Подбородок белый. Череп уплощён. Глаза маленькие. Уши большие, с зазубренными краями. Хвост тонкий, короче тела с головой.

## Образ жизни
Ведёт наземный образ жизни. Активность приходится на ночь. День проводит в гнёздах блюдцеобразной формы, устланных травой, или в дуплах упавших деревьев. Иногда греется на солнце. В период недостатка еды может впадать в ежедневную спячку.
Хищники. Основу рациона составляют насекомые и небольшие позвоночные, размеры которых могут превышать собственные размеры.

## Размножение
Сумка развита хорошо, открывается назад. Период размножения приходится на октябрь-январь в восточной части ареала. В северной части ареала размножение происходит круглый год, где самка может приносить более одного приплода. Беременность короткая, длится около 20 дней. В потомстве от 5 до 15 детёнышей. Количество сосков на груди — 8-13. От груди детеныши отлучаются через 71 день. Половая зрелость наступает примерно через 290 дней. Максимальная продолжительность жизни в неволе — 5,8 лет.